# Tim Gunn
Timothy MacKenzie Gunn dit Tim Gunn, né le 29 juillet 1953 à Washington, est une personnalité du monde de la mode américain. Il est notamment connu pour sa participation à l'émission Projet haute couture.

## Biographie

### Jeunesse et famille
Tim Gunn grandit à Washington (district de Columbia). Son père est un agent du FBI travaillant pour J. Edgar Hoover et sa mère participe à la création de la bibliothèque de la CIA. Bien qu'ouvertement homosexuel, Gunn n'a jamais fait son coming out à ses parents sachant qu'ils désapprouveraient sa décision. En 2010, il révèle dans une vidéo du projet It Gets Better avoir tenté de se suicider à l'âge de 17 ans, en raison du harcèlement lié à son orientation sexuelle.

### Carrière

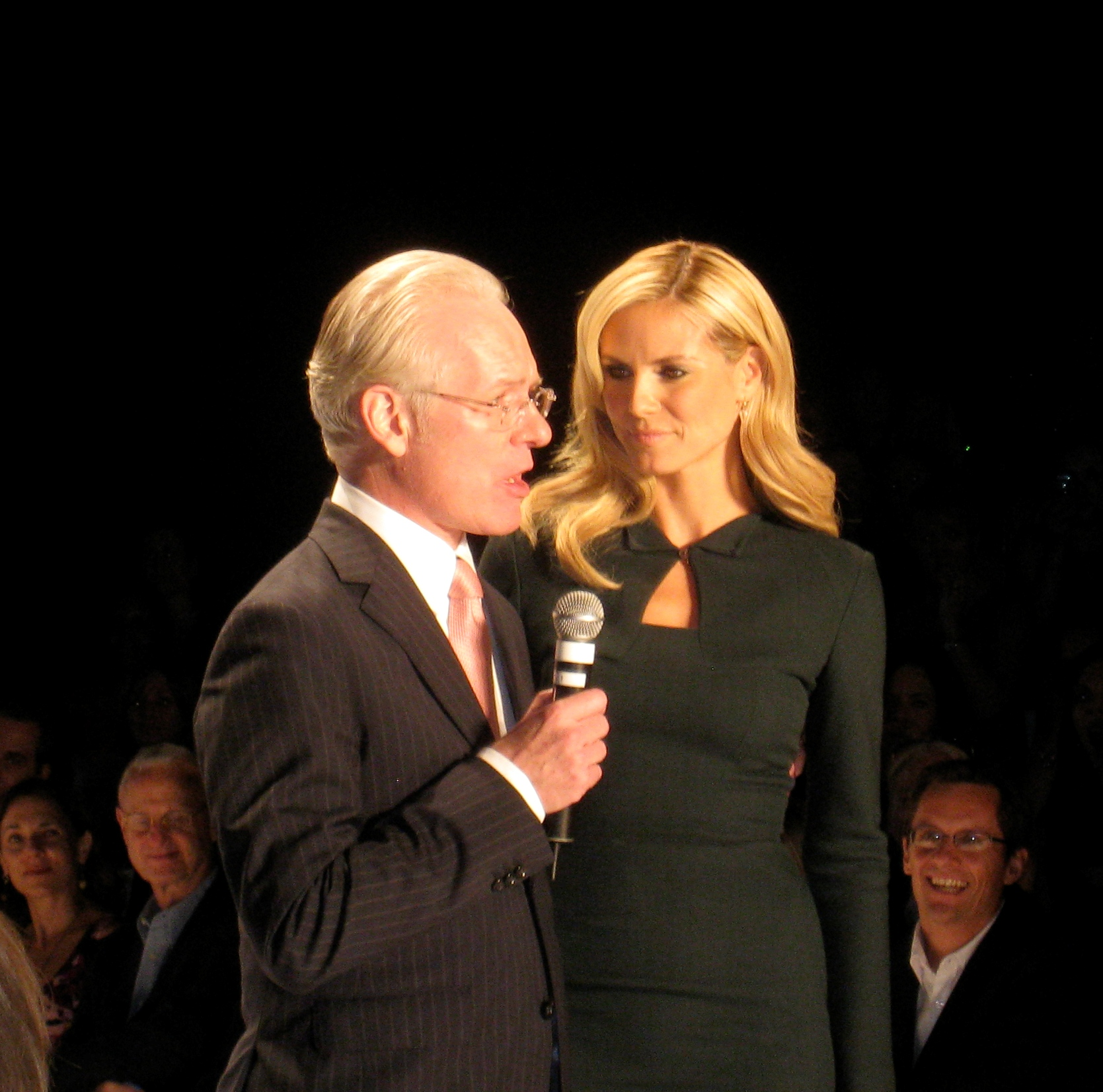
Tim Gunn et Heidi Klum en 2008.

Gunn commence sa carrière en devenant enseignant à la Corcoran School of the Arts and Design (en). Il intègre la Parsons School of Design à New York en 1982, où il devient directeur adjoint des admissions. Il est vice-doyen de l'école de mode de 1989 à 2000, lorsqu'il prend la tête du programme de design de Parsons.
En 2004, il participe aux débuts de l'émission Project Runway (Projet haute couture en France) sur Bravo. La série rejoint Lifetime en 2009. Durant seize saisons, il est le mentor des candidats dans l'aventure. Il participe également à plusieurs spin-offs de l'émission, dont Project Runway: Under the Gunn, qu'il présente. En 2013, lors de la 65e cérémonie des Primetime Emmy Awards, Tim Gunn et Heidi Klum remportent le prix des meilleurs présentateurs d'une émission de téléréalité pour Projet haute couture. Le duo est également nommé dans cette catégorie en 2014, 2015, 2016, 2017 et 2018. En 2018, Gunn et Klum quittent la série pour créer une nouvelle émission sur Amazon,.
Grâce à la notoriété acquise dans Projet haute couture, Gunn publie plusieurs livres et apparaît dans de nombreuses séries, souvent dans son propre rôle (Gossip Girl, How I Met Your Mother, Ugly Betty, etc.).

## Publications
- Tim Gunn et Kate Moloney, Tim Gunn : A Guide to Quality, Taste & Style, Harry N. Abrams Inc., 2007, 208 p. (ISBN 978-0-8109-9284-9 et 0-8109-9284-1)
- Tim Gunn et Ada Calhoun, Gunn's Golden Rules : Life's Little Lessons for Making It Work, Gallery Books, 2010, 258 p. (ISBN 978-1-4391-7656-6 et 1-4391-7656-6, lire en ligne)
- Tim Gunn, Shaken, Not Stirred, 2011 (ASIN B004UN4L9E)
- Tim Gunn et Ada Calhoun, Tim Gunn's Fashion Bible : The Fascinating History of Everything in Your Closet, Gallery Books, 2012, 320 p. (ISBN 978-1-4516-4387-9, lire en ligne)
- Tim Gunn, Tim Gunn : The Natty Professor : A Master Class on Mentoring, Motivating, and Making It Work!, Gallery Books, 2015, 272 p. (ISBN 978-1-4767-8006-1, lire en ligne)

## Filmographie
- 2007 : Drinks with LX : lui-même (1 épisode)
- 2007 : Les Remplaçants : lui-même (1 épisode)
- 2007 : Ugly Betty : un reporter fashion (2 épisodes)
- 2008 : American Dad! : lui-même (1 épisode)
- 2009 : Drop Dead Diva : lui-même (1 épisode)
- 2010 : Sex and the City 2 : lui-même
- 2010-2014 : How I Met Your Mother : lui-même (5 épisodes)
- 2010 : Gossip Girl : lui-même (1 épisode)
- 2011 : Les Schtroumpfs : Henri
- 2011 : La Reine du bal : superviseur J-3
- 2012 : The Cleveland Show : lui-même (2 épisodes)
- 2013-2018 : Princesse Sofia : Baileywick (41 épisodes)
- 2013 : 1, rue Sésame : Bill Ding (1 épisode)
- 2013 : Les Griffin : lui-même (1 épisode)
- 2016 : Nightcap : lui-même (1 épisode)
- 2016 : The Real O'Neals : lui-même (1 épisode)
- 2017 : BoJack Horseman : lui-même (1 épisode)
- 2017-2019 : Mickey et ses amis : Top Départ ! : Robbie Roberts (4 épisodes)
- 2019 : Middle School Moguls